# Gutavallen
Gutavallen är en idrottsplats för fotboll och friidrott i Visby som invigdes den 27 maj 1927. Stenmuren runtom byggdes av nödhjälpsarbetare 1931. Nuvarande huvudläktare, med 550 sittplatser, invigdes 1999 som en ersättning för en tidigare träläktare från 1920-talet som eldhärjades 1998. Gutavallen kan totalt ta in cirka 5000 personer. Detta är också publikrekordet, satt den 1 april 1995 på fotbollsmatchen Visby IF Gute-IFK Göteborg vid Svenska cupen 1994/1995. 
Gutavallen är hemmaplan för bland annat FC Gute och Visby AIK i fotboll. 1996 spelades här en EM-kvalmatch för damer mellan Sverige och Spanien.
Gutavallen ligger precis intill Solbergaskolan i Visby.

## Fotogalleri

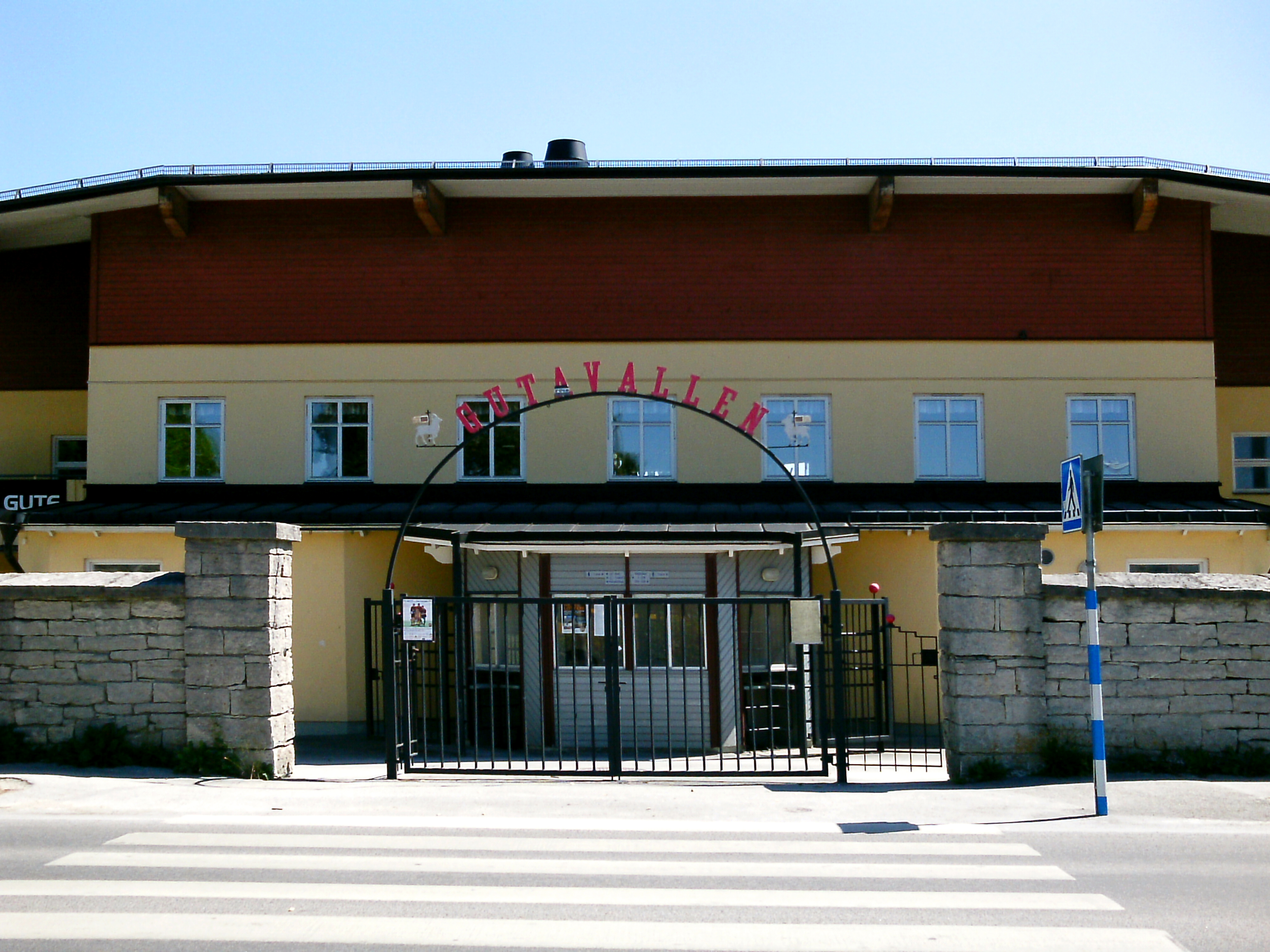
Ingången till Gutavallen
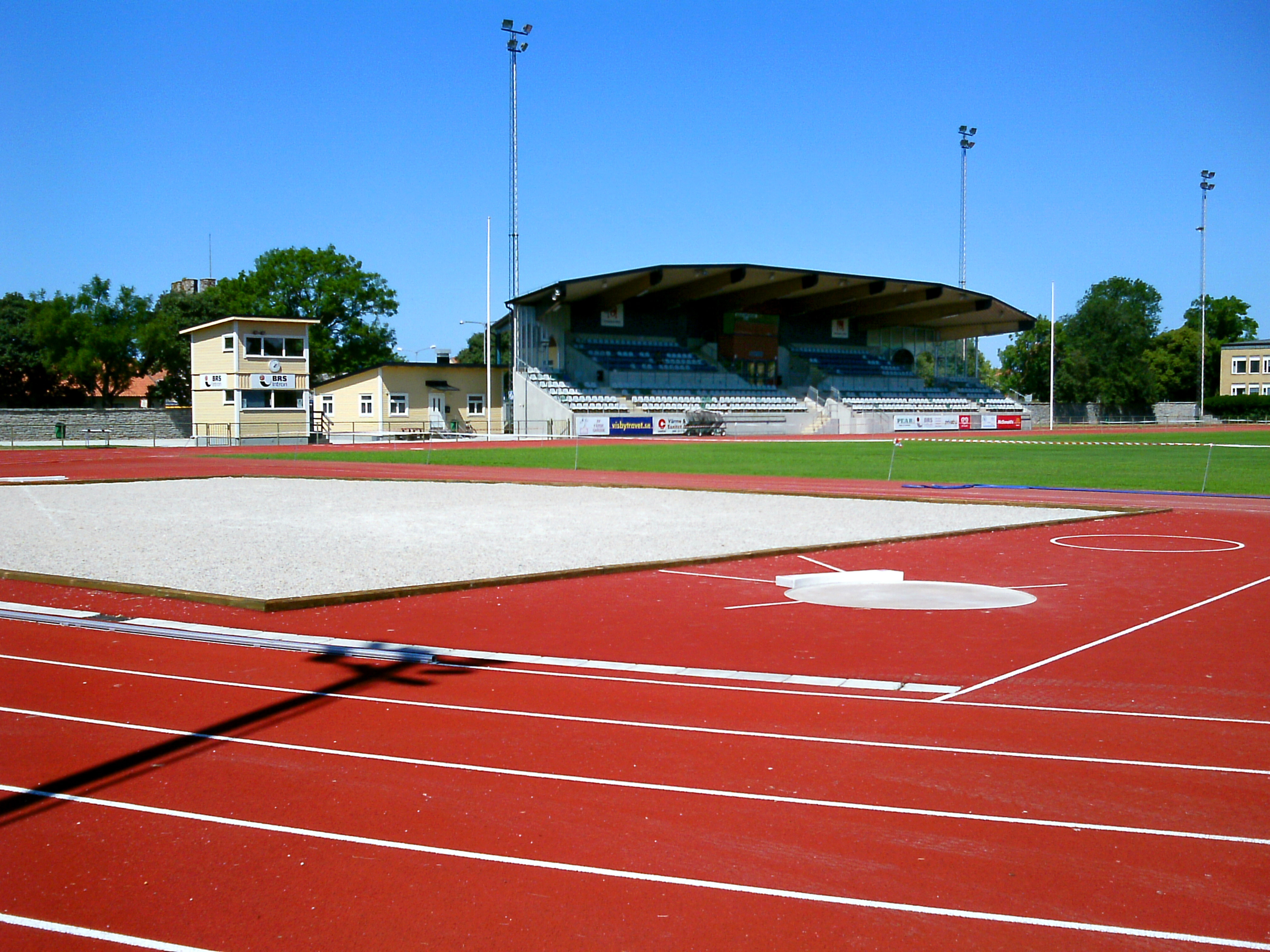
Gutavallen drottsanläggning
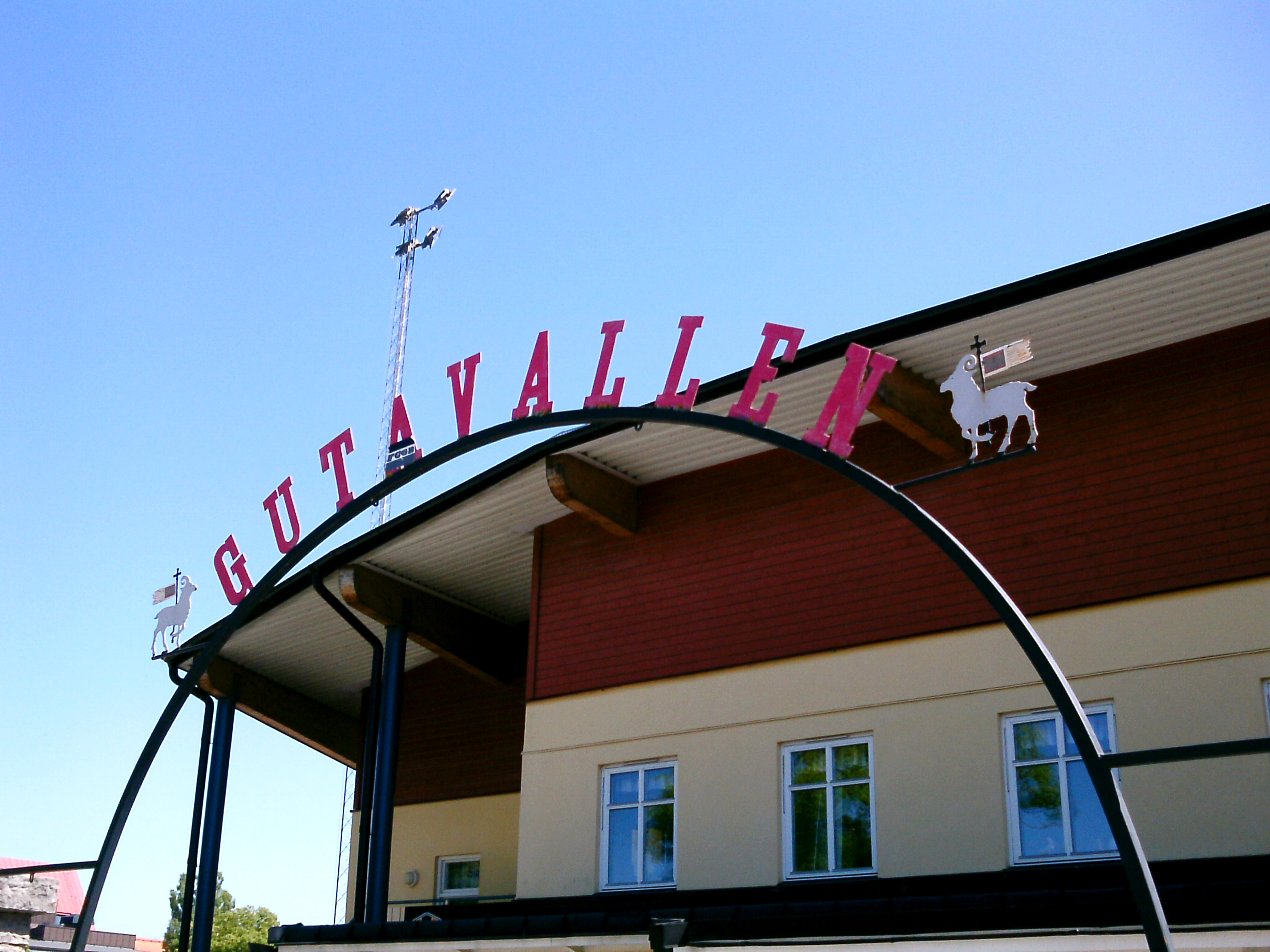
Skylten över ingången till Gutavallen